# Colette Brull-Ulmann
Pour les articles homonymes, voir Brull (homonymie) et Ulmann.
Colette Brull-Ulmann, née le 18 avril 1920 à Paris et morte le 21 mai 2021 à Bry-sur-Marne, est une pédiatre française résistante qui, durant la Seconde Guerre mondiale, travaille à l'hôpital Rothschild de Paris et participe au sauvetage de nombreux enfants juifs.

## Biographie
Deuxième fille d'une famille de quatre enfants, Colette Brull naît en 1920 à Paris dans une famille juive non pratiquante.
En 1940, alors étudiante en médecine elle ne peut pas devenir interne du fait des lois antisémites du régime de Vichy (octobre 1940). Le seul hôpital parisien où les médecins juifs ont le droit d’exercer est l'hôpital Rothschild dans le 12e arrondissement, qu'elle intègre en 1941.
À partir de juillet 1942, elle participe activement à la Résistance et au sauvetage des enfants juifs hospitalisés à l'hôpital Rothschild, sous les ordres de Claire Heyman, assistante sociale de l'hôpital et organisatrice du réseau d'évasion des enfants. Claire Heyman a pour assistante adjointe Maria Errazuriz.
Colette Brull est interne à l'hôpital Rothschild jusqu'à la fin de l'année 1943,,, qu'elle quitte après avoir été repérée par un soldat allemand. Elle s'engage ensuite au Bureau central de renseignements et d'action aux côtés de son père. 
En 2017, elle publie Les Enfants du dernier salut avec Jean-Christophe Portes,.
Elle meurt le 22 mai 2021 à Bry-sur-Marne (Val-de-Marne) à l'âge de 101 ans.

### Famille
Colette Brull est l'épouse de Jacques-André Ulmann, médecin et résistant. Il est le fils de Louis-Félix Ulmann, artiste peintre, et le petit-fils d'Emmanuel Hannaux (1855-1934), sculpteur, dernier élève d'Augustin Dumont.

### Honneurs
- Croix de guerre 1939-1945[9]
- Officière de la Légion d'honneur 14 juillet 2019[10]